# 库庄乡
库庄乡是中国河南省许昌市襄城县下辖的一个乡。

## 行政区划
库庄乡下辖：西库村、东库村、单庙村、金刘村、关帝庙村、范窑村、水坑陈村、北常庄村、大庙村、田庄村、宋庄村、张先庄村、徐冢村、西沈庄村、灵树村、齐王村、东沈庄村、李树村、周庄村、黄庄村、中冀村、后冀村、大井庄村、小程庄村、李吾庄村、刘庄村、万庄村、张和庄村。